# Jemark Hernández
Jemark Hernández (Limón, 14 de diciembre de 1994) es un costarricense que juega como Defensa.

## Clubes
| Club                              | País       | Año       |
| --------------------------------- | ---------- | --------- |
| Limón F.C                         | Costa Rica | 2013-2019 |
| Santos de Guápiles                | Costa Rica | 2020      |
| Limón F.C                         | Costa Rica | 2021      |
| Municipal Garabito                | Costa Rica | 2021      |
| Puntarenas F.C                    | Costa Rica | 2022-2023 |
| Asociación Deportiva Guanacasteca | Costa Rica | 2023-2024 |
| Municipal Pérez Zeledón           | Costa Rica | 2025      |

## Palmarés

### Títulos nacionales
| Título                         | Club           | País       | Año       |
| ------------------------------ | -------------- | ---------- | --------- |
| Segunda División de Costa Rica | Puntarenas F.C | Costa Rica | 2021-2022 |